# آنا ميركادو
آنا ميركادو (19 فبراير 1983 في المكسيك - ) (بالإسبانية: Ana Mercado)‏ هي لاعبة كرة طائرة المكسيك.